# Klaus Behrens (Basketballspieler)
Klaus Behrens ist ein ehemaliger deutscher Basketballspieler.

## Leben
Behrens, der in Basketballkreisen unter dem Spitznamen Sammy bekannt ist, spielte mit dem Oldenburger TB in der Basketball-Bundesliga. Er kam dabei auf der Position des Innenspielers zum Einsatz. Sein Sohn Steffen war deutscher Basketball-Jugendnationalspieler.
Im Altherrenalter gewann Behrens mit dem Oldenburger TB die deutsche Meisterschaft in den Altersbereichen Ü50 und Ü65.